# Манч (собака)

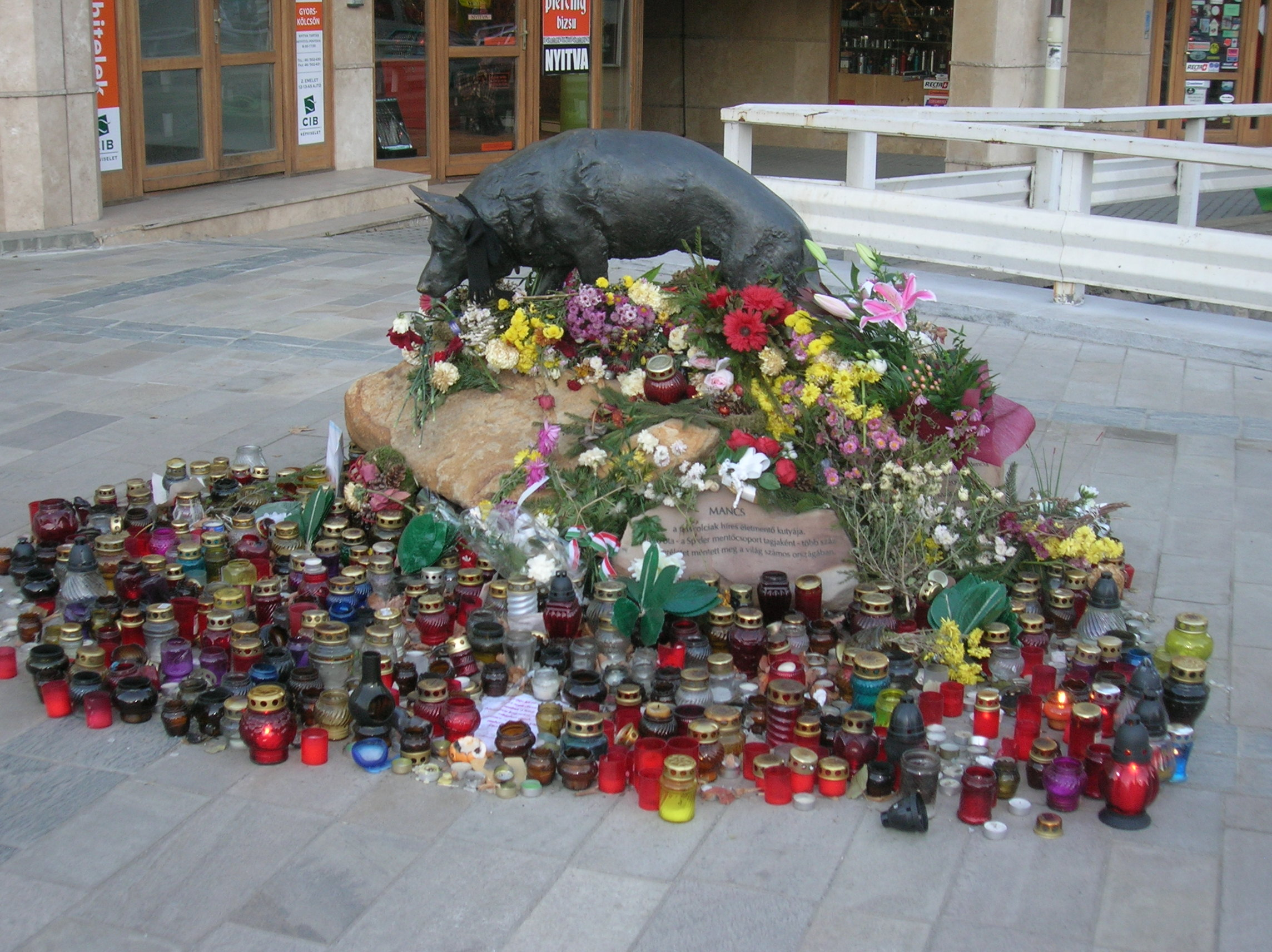
Цветы у памятника Манчу

Манч (венг. Mancs, 1994—2006) — немецкая овчарка, служебная собака службы спасения «Спайдер» венгерского города Мишкольц. В переводе с венгерского «манч» означает лапа.

## Биография
Манч (или как его называют Манч Сатана) родился в 1994 году. Он родился с патологией развития костной ткани, поэтому не мог играть с другими собаками. С раннего возраста он носил специальную растяжку из ремешков. Манча отдали в школу поисково-спасательных собак, где он лучше других выполнял задания по поиску людей. Он обладал умением находить людей, которые выжили после землетрясения или взрыва, но не могли выбраться из-за огромной груды обломков, которая находилась над ними; также он мог дать спасателям сигнал, жив ли человек (вилял хвостом и лаял) или мёртв (ложился на землю).
Хозяин Манча, Ласло Лехоцкий, участвовал в спасательных операциях в 2001 году в Сальвадоре и Индии, пострадавших от землетрясений, а также в Египте, Колумбии, Венесуэле и Италии. В 1999 году Манч помог найти и спасти трёхлетнюю девочку Хатиру Каплан, которая пробыла 82 часа под развалинами в разрушенном Измите. В декабре 2004 года в городе Мишкольц между рекой синва и площадью Синва был установлен памятник овчарке Манчу авторства Борбалы Саньи. К памятнику и по сей день приносят цветы, а туристы трут нос собаки на удачу.
22 октября 2006 года Манче умер от пневмонии. В 2015 году спасатели получили премию Европарламента за 20-летнюю работу по спасению человеческих жизней. Спасённая в 1999 году Хатира Каплан присутствовала на церемонии вручения премии и посетила Мишкольц, побывав у статуи Манча.

## Манч в культуре
- В журнале Dialectical Anthropology Мелинда Ковач обсуждала освещение СМИ успешных действий спасателей и овчарки Манча, доказав, что это подтверждает готовность Венгрии оказывать другим странам помощь в случае чрезвычайных ситуаций[8].
- В 2014 году вышел фильм «Манч», режиссёром которого выступил Роберт Адриан Пеё. Фильм был лишь частично основан на реальных событиях, поэтому критики неодобрительно отзывались о фильме за недостоверность показанных событий, отметив всё же его как отличный фильм для семейного просмотра[9][10]. В 2015 году фильм победил на международном кинофестивале «Шлингель» в немецком Хемнице[11]. В Германии он вышел под названием «Мика — твой лучший друг, настоящий герой» (нем. Mika – Dein Bester Freund ein grosser Held!).